# Портрет на момиче (Марсел Янко)
„Портрет на момиче“ (на румънски: Portret de fată) е картина на румънския художник Марсел Янко от 1930 г.
Картината е рисувана с маслени бои върху платно и е с размери 110 x 85 cm. На нея е представено младо момиче, което седи в кресло. В лявата си ръка държи книга със заглавие „Vie“, като ръцете ѝ се опират в подлакътниците на креслото. Тялото и ръцете ѝ показват нейното полегнало положение, но гърба остава изправен. Лицето, косата и дрехите на момичето са със силно изразена геометрия, подчертавайки контурите и детайлите. Зад креслото е изобразена маймуна, която си играе с косите на момичето. Предметите в помещението се сливат с фона, но същевременно са добре очертани. Доминира цветовата гама сиво, охра, кафяво, черно, осветени с жълто, бяло и червено. По отношение на стила творбата може да се причисли към кубизма и конструктивизма.
Картината е част от фонда на Музея на изкуството в Констанца, Румъния.